# Baghat
Baghat fou un estat tributari protegit de l'Índia al Panjab, a la vora de Simla, sota administració del comissionat de la divisió d'Ambala (o Umballa) avui a Himachal Pradesh. La seva superfície era de 93 km² i la població el 1881 de 8.339 habitants i el 1901 de 9.490 habitants, distribuïts en 178 pobles. Pagava un tribut de 200 lliures a l'any però 139 estaven dispensades per l'ocupació de Kasauli (adquirit el 1842) i Solon (adquirit el 1863), on hi havia quarters militars (entre Kalka i Simla). El tribut fou suprimit el 1906 a canvi del subministrament d'aigua pel rana al quarter de Sabathu.
Fou fundat vers 1500 i els ranes diuen ser descendents d'una família rajput de Dhanagiri al Dècan. El 1805 el rana va poder conservar els seus territoris davant els gurkhes perquè era aliat de Bilaspur però el 1815 cinc octaves parts foren confiscades i transferides a Patiala. El 1839 l'estat va quedar sense hereu directe però el 1842 fou reconegut un germà del darrer rama; es va extingir altre cop el 1850 passant a domini britànic en virtut de la doctrina de la caducitat, definida per Lord Dalhousie. però el 1861 fou retornat un altre cop a un cosí just poc abans de la seva mort, després de la qual va seguir en la seva línia.

## Llista de sobirans
- Raghunat Pal segle XVIII
- Dalel Singh (fill) ?-1803
- Mahendra Singh 1803-1839 (+ 1 de juliol de 1839)
- Interregne 1839-1842
- Bijay Sing 1842-1849 (+ gener de 1849) (germà de Mahendra)
- Interregne 1849-1860
- Umed Singh 1861 (fill de Mian Dhiraj Singh + 1848, que era el segon fill de Raghunat Pal)
- Dalip Singh 1861-1911 (fill, nascut 3 de febrer de 1859, menor de edad reconegut hereu el 15 de gener de 1862, + 30 de desembre de 1911)
- Durga Sing 1911-1948 (+ 30 març 1977)